# Chassalia quaternifolia
Chassalia quaternifolia är en måreväxtart som beskrevs av Cornelis Eliza Bertus Bremekamp. Chassalia quaternifolia ingår i släktet Chassalia och familjen måreväxter. Inga underarter finns listade i Catalogue of Life.